# Alstroemeria spectabilis
Alstroemeria spectabilis este o specie de plante monocotiledonate din genul Alstroemeria, familia Alstroemeriaceae, descrisă de Pierfelice Ravenna. Conform Catalogue of Life specia Alstroemeria spectabilis nu are subspecii cunoscute.